# 神戸市立伊川谷中学校
神戸市立伊川谷中学校（こうべしりつ いかわだにちゅうがっこう）は、兵庫県神戸市西区にある公立中学校。

## 沿革
- 1947年4月1日 - 開校。
- 1947年5月1日 - 授業開始。
- 1982年4月1日 - 神戸市立長坂中学校を分離し、校区変更。
- 1985年4月1日 - 神戸市立太山寺中学校を分離し、校区変更。

## 部活動

### 運動部
- 陸上競技部
- バスケットボール部
- ソフトテニス部
- 男子卓球部
- バレーボール部

### 文化部
- 吹奏楽部
- 美術部
- 生活文化部
- 演劇部
- 技術コンピュータ―部

## 校区
- 神戸市立伊川谷小学校
- 神戸市立有瀬小学校 （一部）

## 通学区域が隣接している学校
- 神戸市立長坂中学校
- 神戸市立太山寺中学校
- 神戸市立井吹台中学校
- 神戸市立櫨谷中学校
- 神戸市立玉津中学校
- 明石市立錦城中学校
- 明石市立大蔵中学校